# 神聖モテモテ王国
『神聖モテモテ王国』（しんせいモテモテおうこく）は、ながいけんによる日本の漫画作品。『週刊少年サンデー』（小学館）において、1996年15号から2000年9号まで連載され、中断を経て2003年に『週刊ヤングサンデー』（小学館）にて5週間短期連載された、未完の漫画作品である。単行本は全7巻、新装版全6巻（詳細は後述）。公募による愛称にキムタクがあるが（他にモモ王など）、定着はしなかった。

## 概要
謎の宇宙人ファーザーとその息子とされるオンナスキーが「ナオン」（女性）にモテるために四苦八苦するギャグ漫画。
作品全編のセリフ回しやキャラクターの動きのそこかしこに様々なパロディやギャグが盛り込まれている。『ガンダム』等のアニメネタや歴史（三国志など）ネタに時事ネタ、漫画ネタを好んでギャグに使用する事や、過激な駄洒落、登場するキャラクターの独特かつ絶妙なセリフ回し、マンガのセオリー・基本的文法を逸脱した支離滅裂な文章・ポエムなどがある。
少年サンデーコミックスの折り返しでは高橋留美子、曽田正人が応援メッセージで絶賛した他、椎名高志やゆうきまさみも当時連載していた漫画の中で取り上げた。モリタイシはファンであるとコミックス等で公言し、畑健二郎は自らの漫画にファーザーを登場させた。
2000年9号で突然連載が中断し、その後同誌での復活はなく、作者の消息も不明になる。また、それ以前にも2回連載を中断しており、最後の中断に入る前は第三部という扱いだった。なお『週刊少年サンデー』誌上では中断の理由について明らかにされていない。その後、2003年12月25日より『週刊ヤングサンデー』にて5週間の短期連載が行われた。
単行本は少年サンデーコミックス（SSC）として6巻まで発売されたが、多数の未収録エピソード（『ヤングサンデー』連載版含む）を残したまま絶版となった。コミックパークのオンデマンド出版で6巻まで復刊され、2008年5月には単行本未収録分が7巻として発売された。
2009年5月創刊の『ゲッサン』でのながいの新連載に伴い、SSC未収録作品をほぼ網羅し（作者が原稿を紛失した「国王巡幸」を除く）少年サンデーコミックススペシャル（SSCS）から新装版全6巻が刊行された。

## 登場人物
ファーザー
本作の主人公にして自称謎の宇宙人。国王としてはファーザー1世を自称する。オンナスキーの住むアパートに居候しており、ナオン（女性の意）と自分たちだけの理想の国家（蜜あふるる約束の地）を作るために、建国活動（ナンパ）に明け暮れている。
宇宙からブラリと飛来した際、大気圏突入時に墜落死。その際にオンナスキーに出会うが、その時のショックでオンナスキーは記憶喪失になる。
宇宙の掟により下半身は白いブリーフ一丁に裸足が正装。ズボンを履くと死ぬ。本来ならフルチンが正しいが、50年ほど前に登場した「白いパンツ合法論」でようやくフルチン法が死文化しつつあるのが宇宙の現状らしい。宇宙の掟を最大限拡大解釈すれば、パンツにドクロのプリントや「危険物」のロゴを加えることは、抜け道として可能らしい。
不死身で、幾度となく死ぬが、次のエピソードでは何事もなかったかのように生き返る。身に危険が迫ると頭のてっぺんの赤色灯が点滅するが、自分では見えないので意味が無く、光ったのも自分で買ったTシャツを着た際の一度のみで、それ以降は二度と光らない。
耳の突起物をなでると恍惚状態になれる。耳の中には賞味期限の切れたプリンが入っているらしいが、取ると死ぬ。ちゃんと骨格があるかどうか不明。
ナオンの気を引くために様々な扮装をしてパフォーマンスを行うが、役に没頭する余りに暴走した末に失敗するのが毎度のパターン。結末はファーザーが死ぬ、ヤクザに殺される、オンナスキーに止められる、警察に捕まるなど（作者による「全てバッドエンド」のフローチャートが作られた）。また、犬に襲われることが多い（トーマスの項で後述）。猫からは懐かれる。どんなコスプレをしても下半身は一貫してパンツ一丁に裸足だが、まれにパンツを穿き忘れる。
使徒が調査したところ、DNAは左巻きで、変わったアミノ酸でタンパク質が構成されており、ミトコンドリアの代わりにオルガネラというものが細胞内にあるとのこと。
地球の食事に関する知識がほとんど無いようで、チョコレートは焦茶色でトンカツじゃないことぐらいしか知らず、コーヒーは存在自体を知らないようで、実物を見た際には「わけの分からないどす黒い液体」呼ばわりしている。
人間の子作りについても知識が無く、人間の赤ちゃんは科学者が作っていると思っている。
なぜかヤクザに好かれ強姦されかけたことがあり、それが余程恐怖だったのか、しばらくの間そのヤクザの幻覚に悩まされた。
アパートでの食事は常にトンカツ定食である。ブタッキーに対する張り込みで牛乳とあんぱんを食べたことがあるが、前述の通り地球の食事に対する知識が無いため、満腹になるまで際限なく食べてしまっている。
以下は作品内で定義されたファーザーに関する諸説である。
- 謎の宇宙人。
- モテモテ王国を神に約束されている。
- 23の秘密がある気がした。
- オンナスキーの父。
- 謎の組織に追われている。
- 耐熱性に優れている。
- 死んでも死にきれない。
- 3つのノウハウがある。
- ある帝国から優れた何かを感じた。
- にこやかな白人男性の夢を見た（正体か?）。

オンナスキー
本名は深田一郎。年齢15歳（単行本による登場人物紹介では「高校生（3巻）」「中学生か高校生かは不明（4巻 - 6巻）」とあり、はっきりしていない）。メガネ&坊主頭、部屋にこもりがちなのに常に学生服姿。両親とされる人物は他界したらしく、アパートでファーザーと2人暮らし。モテたい気持ちは強いが一人では女性に声をかけることができないため、ファーザーと共にナンパを行っている。ファーザーをほぼ信頼していないが「ナンパに行く」と聞くと逆らえない。ファーザーの言動に対しても同様だが、自身も共にコスプレをする際は乗り気になる。ある時期の記憶を失っており、記憶を取り戻すべく病院には通っているが、自分の過去があまりはっきりしないらしい。ほとんど学校に行かずにナンパをしているようである。
ファーザーにとって、作戦上オンナスキーは重要な補佐のような存在であり、オンナスキーがいないと作戦の遂行に支障をきたし、パンツの確認などにも事欠く。ナンパに失敗するとファーザーと警察やヤクザの騒動に巻き込まれることが多いため、その経験からファーザーを置き去りにして逃亡するようになった。
ファーザー、オンナスキーともに明らかに働いていないが、オンナスキーの親戚とされる人物からの仕送りで生計を立てているらしい。
アパートでの食事は前述のとおりトンカツ定食のため、料理をするのは苦手と思われる。
『ファンロード』掲載の「スケベストオンナスキーZ作戦」に原型が見られる。容姿はほぼ同じだが、性格はだいぶ異なりむしろファーザーに近い。
アンゴルモア大王
自称アンゴルモア大王。デビル教団のトップ。実は気が弱く臆病。両手を大きく上げて「フハハハハ!」と笑う悪役的なポーズに絶対の自信を持っている。あやしげな覆面の手下（使徒）を従えるが、大王自身の装束はもっと怪しく、オンナスキーに「変なメーテル」と呼ばれた。
「悪の秘密組織」を名乗りながら、使徒たちを含め、特に悪いことはしていない（ファーザー殺害は除く）。使徒たちはギャルゲーなどに興じていることが多い。
組織には謎が多く、山中に長距離ミサイル基地を保有し、ヤクザ風の運転手に「坊ちゃま」と呼ばれていることから、組織や資金力がかなり大きい事を物語っている。
ファーザー発見の報告を受けた後はその動向を探るべく、オンナスキーの隣の部屋に「町田支部」を作った。ファーザーにテロリストに仕立て上げられ逮捕・拘留されて以降、アパートから街中の至る所にファーザーだけに反応する罠を仕掛け、建国活動の妨害をする。
トーマス
自称キャプテン・トーマス。非常に弱く、ファーザーよりさらに弱い。ファーザーと同じく不死身の体を持つが、ファーザーとは異なり回復に時間がかかり、重傷の場合は入院する。自然と平和を守るヒーローを名乗るが、趣味は下着泥棒、焼酎のラッパ飲み、泥酔状態で徘徊するなど。偽善者的行動及び言動の大部分は、キャプテン・プラネットがルーツ（その関係か、声優は大塚芳忠と書かれた）。
デビル教団と何らかの関わりを持つ。最初に名前が出たのはファーザーの背後関係を調べ、大王に報告した諜報員としてだった（但し、同名の別人物の可能性も）。初めて姿を見せたのは、教団の町田支部から金品を強奪し逃げるところをファーザーに目撃された場面である。普段は自由奔放に街中を徘徊しているが、裏では犬を使いファーザーを攻撃するなど、大王の妨害作戦も遂行していた。
トーマスも女性にモテたいようだが、目的は極めて不純。様々なアプローチでナンパを行うが、欲望を満たしたいがための下品な言動ばかりで、オンナスキーは毛嫌いしている。
前述のように犬を操る能力を持つなど、科学技術者としては優秀であると推測される。
「極道さんといっしょ」という作品に原型が見られる。
ヘビトカゲ
トーマスの弟子を名乗る太っている坊主頭の田舎者。熊本弁を喋る。トーマスを心の底から尊敬している。怪力であり、勢い余ってトーマスをよく病院送りにする。トーマスの言う事はなんでも聞くがファーザーの言葉にも簡単にたぶらかされる。
「ヘビトカゲ都へ行く」という作品に原型が見られる。
知佳
オンナスキーのいとこ。記憶喪失のオンナスキーを「いっちゃん」と呼び、心配して色々と世話を焼く。ファーザーは「いとこさん」と呼び慣れ親しもうとするが、オンナスキーは阻止しようとする。一時期パンツ丸出しのファーザーにズボンを履かせることに躍起になり、一度は成功するものの途端ファーザーがうわ言を呟いて死んだため、それ以降は諦めた模様。普段は北海道に住んでいるが、アンゴルモア大王に面識があるらしい。
ブタッキー
ブタの様な体格とメガネにニキビ、ステレオタイプなオタク像そのままな風貌からファーザーが命名。本名は中森学、ナオンたちからの愛称は「マーくん」。なぜか異常なまでにもて、常に違うナオンを連れ歩いているのでファーザーは激しく敵対視しその秘密を知ろうと執拗に追跡する。しかしブタッキーにはファーザー達のナンパ作戦が楽しそうに見えていて、憧れにも似た興味を抱いている。何らかの大きな組織の後ろ盾があるようだ。
山下
ブタッキーの取り巻きのナオンの一人。ファーザーがブタッキーに対して誹謗中傷を行った際、ファーザーの後頭部にレンガを投げつけたのでファーザーから「レンガさん」と呼ばれている。某広域暴力団の若頭の娘で、とある出来事をきっかけにファーザーへの興味を持った。

## 掲載誌
第一部
『週刊少年サンデー』1996年15号〜21・22号、23号〜36・37号、38号〜52号
1997年1号、2・3号、4号、5・6号、7号〜21・22号、23号〜36・37号、38号、39号、41号〜52号
1998年1号、2・3号、4号、7号〜9号
第二部
『週刊少年サンデー』1998年23号〜36・37号、38号、39号、42号〜46号、49号〜52号
1999年1号、2・3号、4号、5・6号、8号〜13号
第三部
『週刊少年サンデー』1999年28号〜36・37号、38号〜45号、49号〜52号
2000年1号、2・3号、4・5号、7号〜9号
YS
『週刊ヤングサンデー』2004年4・5号、6号〜9号

## タイトル一覧（SSCならびにオンデマンド版）
1巻から6巻まで、ページ数が多い話（「マンガ家でもてようとする」（連載時の話数は119話〜124話）など、）は雑誌連載時にはシリーズだったものを1つにまとめたものである。その際にシリーズ第2話以降の扉絵はカットされ、コミックパークの復刻版でも収録されていない。また、1巻から6巻では雑誌掲載時とサブタイトルが異なるものも存在する。
第1巻
1. 別に死んでもイイ奴ら!!
2. 妖精王者
3. メロンと独立宣言!!
4. フラレナオン祭り!!
5. さわやか中指一本拳人中打ち
6. ロックグループ大地に立つ!!
7. ファッションリーダー
8. オザケンパワー
9. 親子漫才バン万歳!!
10. 好きじゃ、せつない程…
11. 愛の後遺症
12. モテファーザー♥
13. 悪魔の方程式
14. 女教師見現!!
15. 運命の出会いは近い
16. 出会い
17. ペンフレンド
18. 国連加盟申請中
19. ビルドアップ大作戦
20. ファーザー死す

第2巻
1. パンツの秘密
2. Jリーガーはサッカーがうまい
3. 建国に疲れ家出したオンナスキーの行く手に…
4. スパイ大作せん
5. モテモテ王国本土決戦
6. 恐怖の大王降臨
7. いらっしゃいませ♥
8. 詩人はね モテモテなんじゃ これがまた
9. 王国VS教団
10. 正義とナオンとやくざ殿
11. 甘いワナにはワナがある
12. 二国同盟締結
13. モテる男の条件
14. 全てはナオンが決めること
15. 硬派になれば軟派じゃない
16. やっぱりどう考えても…
17. 当然ヒーローはモテる!!
18. 12月のクリスマス
19. 建国しました、あけまして!
20. 名探偵ファーザー

第3巻
1. まよいこんだ男
2. デトロイトスタイル
3. MG部隊ふたたび…
4. ウイ マドモアゼル
5. バレンタイン危機一髪
6. 王位献上?
7. ならず者の奇跡
8. 父はモテモテ…
9. メロンの魔力
10. 教団の戦い
11. オンナスキーの事情
12. 独裁者の孤独
13. 知佳さんがやってきた
14. かわいそうな大王
15. 女子身体検査の権威
16. 好色エスパー
17. ファーザーの失敗（いつも）
18. ナイーブ無双
19. 王国興廃有此一戦
20. ファーザーの追撃戦
21. ファーザーとオンナスキー

第4巻
1. 国王の居場所
2. デビル教団乗っ取り計画
3. 海の王者
4. 二枚目半がもてるので
5. 迷走の果て
6. 王政復古
7. あるスリの半生
8. 暗黒街の支配者
9. 常識の干渉
10. 最大の敵
11. モテモテ陸軍始動
12. 孔明殿の大冒険
13. ブタッキーの戦力
14. 文学者がもてる
15. 黒いズボンとファーザー（一休さんのサブタイトルみたい）
16. 偽善者トーマス
17. 白人対宇宙人

第5巻
1. 逮捕劇
2. モテモテ通貨完成
3. 二人の道
4. モテモテ王国
5. 偽善者、再び
6. トーマス団
7. トーマス団の興亡
8. 将棋の王様
9. 二大紳士の決闘
10. 噂の専制国家
11. オンナスキーの反抗期
12. スピードキング
13. 王国の震撼
14. 国権復活
15. 健康生活週間
16. 国王からの贈り物
17. ヨーカイな日々
18. 有名人間現る
19. モテモテ対犬外交策
20. 恋なんて人生ゲーム。

第6巻
1. 第2次ブリティッシュ作戦
2. 科学やくざの妄想本能
3. 使徒
4. わしが輝く瞬間
5. マンガ家でもてようとする
6. 別の扉の向こう
7. タネとしかけ
8. セント・トーマス
9. 細腕看病記
10. NKTT
11. 豚号作戦
12. デビルと男と巨大ロボ

第7巻（オンデマンドのみ）
1. 137話 冒険王の冒険（納得）
2. 138話 裏方の恋
3. 139話 世界の成り立ち<その1>
4. 140話 世界の成り立ち<その2>
5. 141話 世界の成り立ち<その3>
6. 142話 世界の成り立ち<その4>
7. 143話 できるのか?
8. 144話 ヘビトカゲ強奪のはず作戦<前編>
9. 145話 ヘビトカゲ強奪のはず作戦<後編>
10. 146話 悲しいけどこれ、運命なのよね
11. 147話 国富論
12. 148話 ウィアー・ザ・ワイルド
13. 149話 聖者の導き
14. 150話 人違いでもてる。
15. 151話 男の世界の事です。
16. 152話 白人大魔王
17. YS1話 アイドルファーちゃん
18. YS2話 テーマパークでもてる（前編）
19. YS3話 テーマパークでもてる（後編）
20. YS4話 ハードボイルド作戦
21. YS5話 個性が大切だとかそういうの

特別収録 126話 国王巡幸

## 新装版
2009年、ゲッサン少年サンデーコミックススペシャルとして新装版が刊行された。旧版では未収録だった回を追加して全6巻に再編された。ただし、「国王巡幸」は原稿紛失のため未収録となっている。
1. 2009年5月刊行 ISBN 978-4091216755
2. 2009年5月刊行 ISBN 978-4091216762
3. 2009年6月刊行 ISBN 978-4091216779
4. 2009年6月刊行 ISBN 978-4091216786
5. 2009年7月刊行 ISBN 978-4091216793
6. 2009年8月刊行 ISBN 978-4091216809